# Halálos hajsza (film, 2006)
A Halálos hajsza (eredeti cím: Running Scared) 2006-ban bemutatott amerikai akció-thriller, melynek forgatókönyvírója és rendezője Wayne Kramer, a főszerepben Paul Walker és Cameron Bright.
Az Amerikai Egyesült Államokban 2006. február 24-én mutatták be, Magyarországon 2007. április 26-ától forgalmazta a Hungaricom.

## Cselekmény
|  | Alább a cselekmény részletei következnek! |

Mikor egy New Jersey-i és egy jamaicai banda közti drogügylet balul sül el, mert korrupt rendőrök zavarnak be, akiket aztan le is lőnek, Joey Gazelle kisstílű bűnözőt bízzák meg, hogy a leszámolásban használt fegyvert tüntesse el. Gazelle azonban hazaviszi a fegyvert, amit a pincében rejt el felesége és fia elől. A fia barátja a szomszédból, Oleg azonban kifigyeli Gazelle-t, majd magához veszi a fegyvert, amivel lelövi erőszakos mostohaapját. Miután Gazelle rájön, hogy a fegyver Olegnél van utánaindul megkeresni és visszaszerezni azt, csakhogy az alvilági figurákkal teli éjszakában egyre zűrösebb, kiszámíthatatlanabb és erőszakosabb események és leszámolások követik egymást…
|  | Itt a vége a cselekmény részletezésének! |

## Szereplők
| Szerep                    | Színész              | Magyar hang       |
| ------------------------- | -------------------- | ----------------- |
| Joey Gazelle              | Paul Walker          | Szabó Máté        |
| Oleg Yugorsky             | Cameron Bright       | Morvay Bence      |
| Teresa Gazelle            | Vera Farmiga         | Huszárik Kata     |
| Rydell nyomozó            | Chazz Palminteri     | Sörös Sándor      |
| Anzor Yugorsky            | Karel Roden          | Végh Péter        |
| Tommy "Tombs" Perello     | Johnny Messner       | László Zsolt      |
| Mila Yugorsky             | Ivana Miličević      | Peller Anna       |
| Nicky Gazelle             | Alex Neuberger       | Timon Barna       |
| Sal "Gummy Bear" Franzone | Michael Cudlitz      |                   |
| Dez Hansel                | Bruce Altman         | Forgács Gábor     |
| Edele Hansel              | Elizabeth Mitchell   | Fehér Anna        |
| Frankie Perello           | Arthur J. Nascarella | Szokolay Ottó     |
| Ivan Yugorsky             | John Noble           | Cs. Németh Lajos  |
| Divina                    | Idalis DeLeon        | Kiss Erika        |
| Lester                    | David Warshofsky     | Haás Vander Péter |
| Tony                      | Jim Tooey            | Konrád Antal      |